# Procavia capensis

Crânio. Encontrado na Namíbia em outubro de 2012.

O damão-do-cabo (Procavia capensis), é membro da ordem Hyracoidea. Pode ser encontrada na maior parte da África e em partes do Sudoeste Asiático (oeste da península Arábica e porções do Levante). Os fenícios chamavam a Espanha  "terra dos damões", pois haviam confundido o coelho-europeu com o damão-do-cabo, já que são muito semelhantes em tamanho e aparência.

## Ecologia

### Habitat
É encontrado na Arábia ocidental, e em toda a África continental, exceto o Magrebe setentrional, na República Democrática do Congo ocidental. É encontrado em matagais, e savanas arborizadas, nas regiões do Saara meridional ele também pode ser encontrado em estepes.

## Subespécies
- P. c. bamendae Brauer, 1913
- P. c. capensis (Pallas, 1766)
- P. c. capillosa Brauer, 1917
- P. c. erlangeri Neumann, 1901
- P. c. habessinica (Ehrenberg e Hemprich, 1828)
- P. c. jacksoni Thomas, 1900
- P. c. jayakari Thomas, 1892
- P. c. johnstoni Thomas, 1894
- P. c. kerstingi Matschie, 1899
- P. c. mackinderi Thomas, 1900
- P. c. matschiei Neumann, 1900
- P. c. pallida Thomas, 1891
- P. c. ruficeps Hemprich e Ehrenberg, 1828
- P. c. scioanus Giglioli, 1888
- P. c. sharica Thomas e Wroughton, 1907
- P. c. syriaca (Schreber, 1792)
- P. c. welwitchii (Gray, 1868)